# 波斯御道

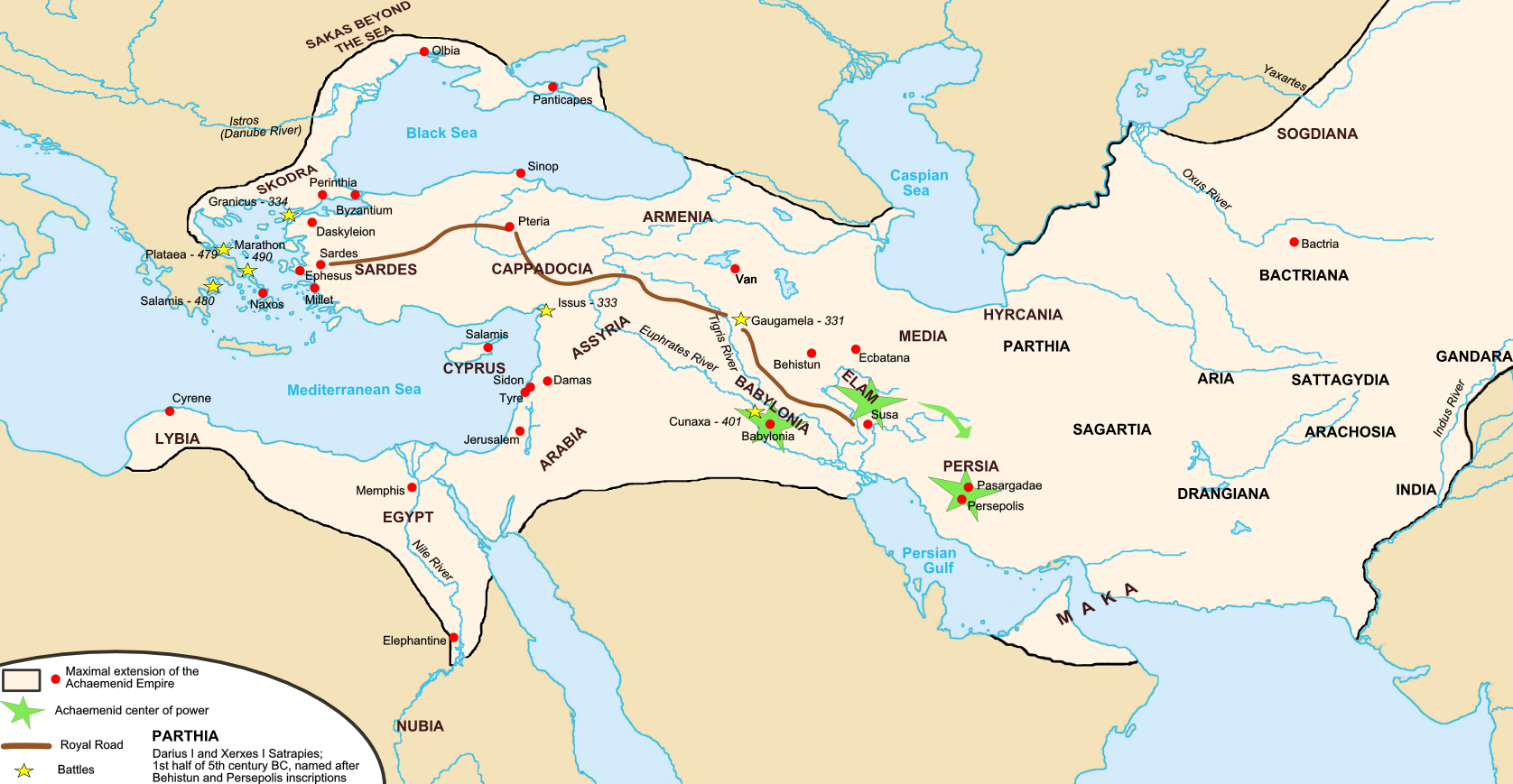
波斯御道在帝國境內的位置

波斯御道是一条古代大道，由波斯国王大流士一世建於公元前5世纪。大流士修筑此路的目的是促进他的庞大帝国境内从首都苏萨到萨第斯的交通。在御道上，波斯信差可以在9天内走过1677英里（2699公里）。古希腊的历史学家希罗多德写道，“这个世界上再没有什么东西比这些波斯信差还要走得快了。”希罗多德用来赞扬这些信使的话“不管雨或雪、炎热或黑夜都不能使这些传讯者怠慢一步”现在已经成为了激励邮递员们的警句。

## 波斯御道的路线
通过希罗多德的著作，考古学研究，以及其他的历史文献，波斯御道的路线得以被重现。它从萨第斯的西边（今土耳其伊兹密尔东约60英里）出发，向东穿过今土耳其的中北部，直到古亚述国的首都尼尼微（位于今伊拉克摩苏尔），再折向南方抵达巴比伦（今伊拉克巴格达）。在巴比伦附近，波斯御道据信分走两条路线。第一条向西北再向西经过埃克巴坦那走上丝绸之路。另一条路线继续往东，经过波斯之后的首都苏萨（在今伊朗境内），然后往东南到达波斯波利斯。

## 波斯御道的历史
由于波斯御道的路线既不是连接王国内几个重要城市的最短线路，也不是最易走的，考古学家相信御道的最西段可能本来是由亚述国王修建的，因为御道穿过古亚述国的心脏地带。东边的路段（在今伊朗北部）则与主要的贸易路线（丝绸之路）重合。但是不管怎么说，现代人一致公认是大流士一世改进了原有道路的路基，并将各不相连的几个部分整合成一个统一的道路系统，从而为波斯迅捷的信差系统打下了基础。
大流士所改进的这一道路系统质量非常高，一直沿用到罗马时代。土耳其迪亚巴克尔有一座当时波斯御道使用的桥梁，到今天仍然存在。

## 他人引述的波斯御道
据说托勒密一世向欧几里得询问学习数学的捷径时，欧几里得的回复是“这世上没有通往几何学的波斯御道”。在现代，类似的说法还出现在Fred Brooks所写的关于改進软件工程的论文《没有银弹》中：“（雖然軟件工程）并没有什么波斯御道，但道路還是确实存在的。”